# Matthäus Hirschmann
Matthäus Hirschmann (* 20. Oktober 2005) ist ein österreichischer Fußballspieler.

## Karriere
Hirschmann begann seine Karriere beim UFC Jennersdorf. Im März 2017 wechselte er zum SC Fürstenfeld. Ab der Saison 2019/20 kam er zudem für die Akademie des SK Sturm Graz zum Einsatz, zur Saison 2020/21 legte er dann auch seinen Spielerpass nach Graz. In Folge durchlief er sämtliche Altersstufen der Akademie.
Zur Saison 2023/24 rückte er in den Kader der zweiten Mannschaft der Grazer. Sein Debüt für diese in der 2. Liga gab er im Dezember 2023, als er am 16. Spieltag jener Saison gegen den SKN St. Pölten in der Halbzeitpause für Paul Leutgeb eingewechselt wurde. Insgesamt kam er zu zwei Zweitligaeinsätzen. Nach der Saison 2023/24 verließ er Sturm.
Anschließend wechselte er im Sommer 2024 für ein Studium in die USA an die McKendree University, wo er für das College-Team McKendree Bearcats spielte.